# Mammillaria scrippsiana
Mammillaria scrippsiana (укр. Мамілярія Скріппса, мамілярія скріпсіана) — сукулентна рослина з роду мамілярія (Mammillaria) родини кактусових (Cactaceae).

## Історія

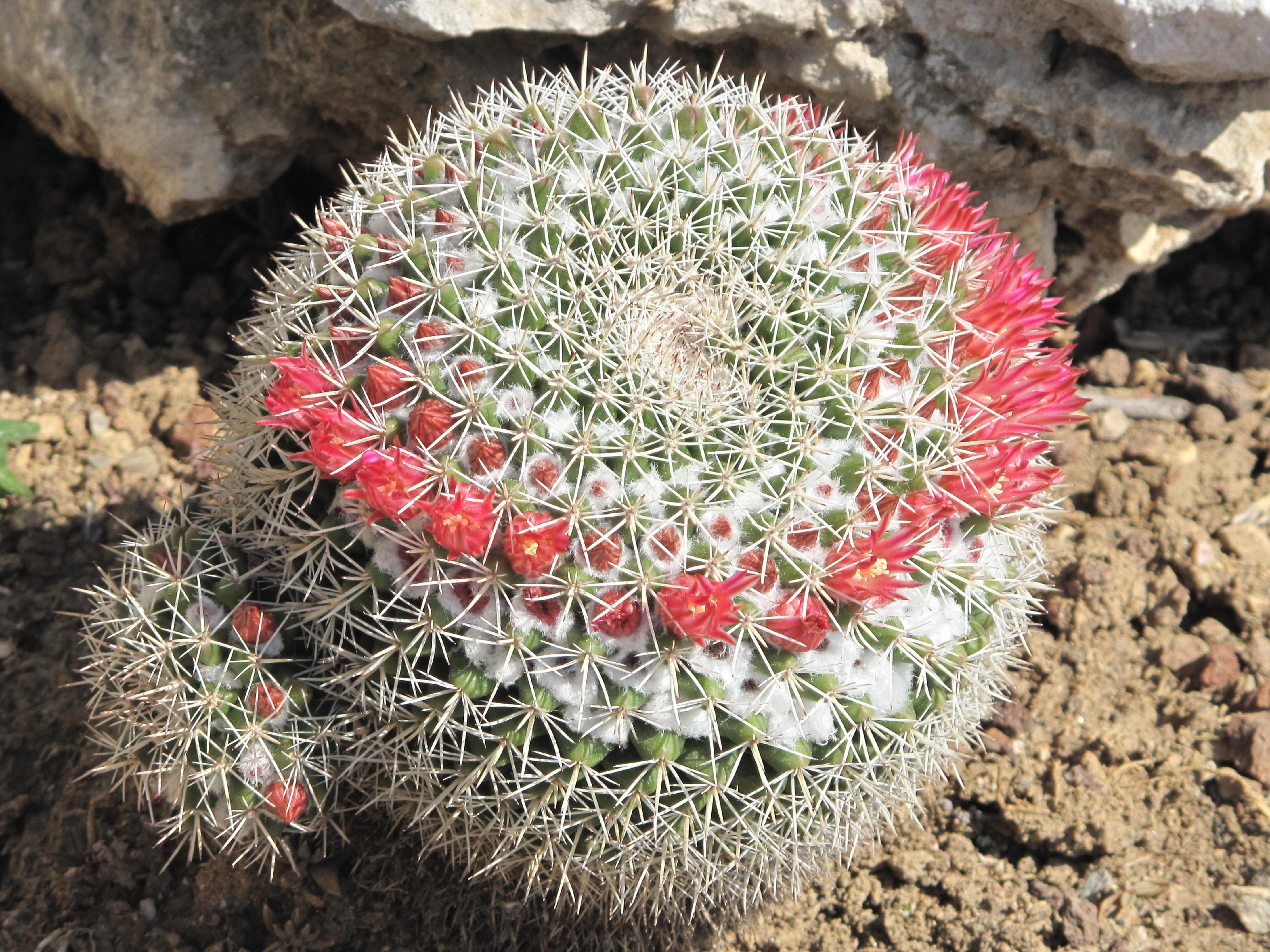
Цвітіння Mammillaria scrippsiana

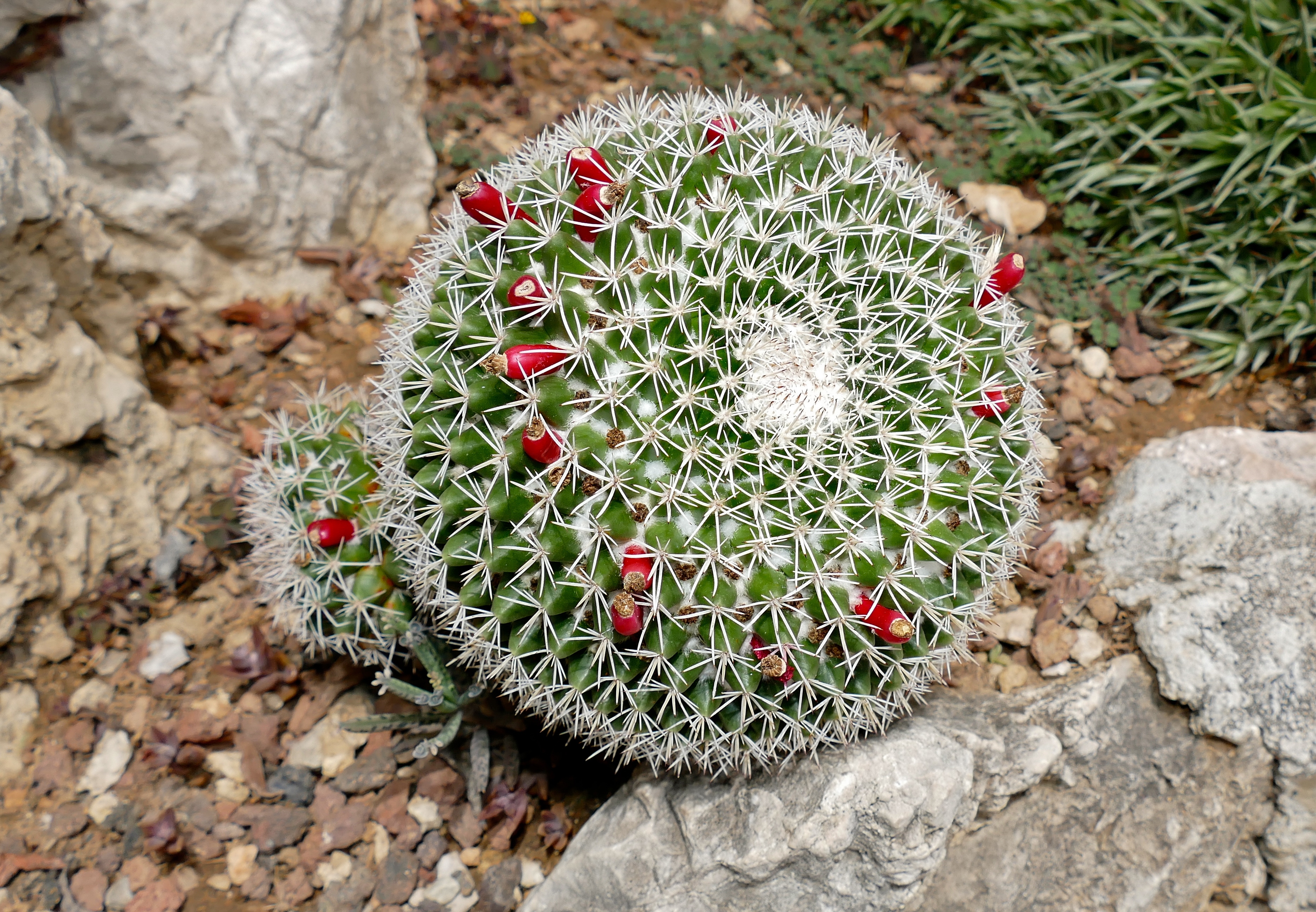
Mammillaria scrippsiana з ягодами

Вид вперше описаний американськими ботаніками Натаніелєм Лордом Бріттоном (англ. Nathaniel Lord Britton, 1859—1934) і Джозефом Нельсоном Роузом (англ. Joseph Nelson Rose, 1862—1928) у 1923 році у їх монографії англ. «The Cactaceae; descriptions and illustrations of plants of the cactus family» як Neomammillaria scrippsiana. У 1926 році американський ботанік Чарльз Рассел Оркатт (англ. Charles Russell Orcutt, 1864—1929) включив цей вид до роду мамілярія.

## Етимологія
Видова назва дана на честь американського медіамагната Едварда Вілліса Скріппса (англ. Edward Willis Scripps, 1854—1926), покровителя науки и засновника Інституту океанографії Скріппса в Каліфорнійському університеті.

## Ареал і екологія
Mammillaria scrippsiana є ендемічною рослиною Мексики. Ареал розташований у штатах Халіско, Наярит, Сакатекас. Рослини зростають на висоті від 900 до 2000 метрів над рівнем моря в тропічних широколистяних лісах, на вулканічних породах, у тріщинах скель і штучних споруд.

## Морфологічний опис
| Орган              | Опис                                                                                       |
| Рослини            | поодинокі, іноді дітки.                                                                    |
| Коріння            |                                                                                            |
| Стебло             | кулясте до коротко-циліндричного, до 10 см заввишки і в діаметрі.                          |
| Епідерміс          | синьо-зелений.                                                                             |
| Маміли             | тверді, майже овальні, з молочним соком.                                                   |
| Ареоли             |                                                                                            |
| Аксили             | рясно вкриті пухом.                                                                        |
| Центральні колючки | зазвичай 2, коричневого кольору, трохи дівергентні, завдовжки 5-10 мм.                     |
| Радіальні колючки  | 8-10, тонкі, щетиноподібні, рожеві з червоними кінцями, до 7 мм завдовжки.                 |
| Квіти              | воронкоподібні, рожево-жовті до темно-багрянисто-рожевих, до 10 мм завдовжки і в діаметрі. |
| Бутони             |                                                                                            |
| Зовнішні пелюстки  |                                                                                            |
| Внутрішні пелюстки |                                                                                            |
| Тичинки            |                                                                                            |
| Маточка            |                                                                                            |
| Плоди              | булавоподібні, білувато-рожеві до червоних.                                                |
| Насіння            | коричневе.                                                                                 |

## Чисельність, охоронний статус та заходи по збереженню
Mammillaria scrippsiana входить до Червоного списку Міжнародного союзу охорони природи на межі зникнення (LC).
Вид численний у всьому діапазоні зростання і зустрічається у великих популяціях. Поточний тренд чисельності рослин стабільний.
Цей вид поширений в межах Рамсарської ділянки Лагуна-де-Атоніло.
Необхідні подальші дослідження, щоб зрозуміти екологію виду.
Охороняється Конвенцією про міжнародну торгівлю видами дикої фауни і флори, що перебувають під загрозою зникнення (CITES).

## Використання та торгівля
Іноді цей кактус використовується як декоративна і лікарська рослина.

## Утримання в культурі
У культурі ця мамілярія нескладна, і за 5 років утворює невелику колонію в 15 см у діаметрі, а з часом, можливо, виросте значно більше. Щоб отримати велику рослину з густим, дуже привабливим аксильним опушенням, пересаджувати потрібно кожні 2 роки. Бажано уникати верхнього поливу, щоб зберегти гарний зовнішній вигляд.